# Presbytère de Colomby
Le presbytère de Colomby est un bâtiment à vocation ecclésiastique catholique situé dans le département français de la Manche, sur la commune de Colomby.

## Localisation
L'édifice se situe dans les lieudits Le Village de l'Eglise et Le Jardin du Presbytère.

## Historique
Le presbytère a été construit au XVIIIe siècle.
L'édifice a été inscrit partiellement au titre des monuments historiques par arrêté du 18 novembre 1996 : le logis, les façades et toitures des communs et du petit logis, le puits, les murs de clôture, y compris les portails de la cour et les grilles du jardin sont concernés par la protection.
Le bâtiment accueille les services de la mairie de la commune.